# Сметанин, Андрей Русланович
Андре́й Русла́нович Смета́нин (21 июня 1969, Пермь) — советский и российский футболист, вратарь.
Большую часть карьеры на высшем уровне провёл в московском «Динамо», где за 11 сезонов сыграл 156 матчей и пропустил 169 голов во всех турнирах.
Занимал пост генерального директора мини-футбольного клуба «Динамо-2» до расформирования команды в 2010 году. Работал в СДЮСШОР Юность Москвы «Спартак-2» по футболу.

## Достижения
- 2-кратный чемпион России по футболу 1999, 2000
- Обладатель Кубка России 1995 года
- Серебряный призёр чемпионата России 1994 года.
- Бронзовый призёр чемпионата России 1992, 1993, 1997 годов
- Обладатель Кубка РСФСР (для команд 2-й лиги) 1987 года
- В Списке 33 лучших футболистов чемпионата России: № 2 (1996), № 3 (1995).